# Pengelstein
Pengelstein är en bergstopp i Österrike.   Den ligger i distriktet Kitzbühel och förbundslandet Tyrolen, i den centrala delen av landet, 300 km väster om huvudstaden Wien. Toppen på Pengelstein är 1 938 meter över havet, eller 69 meter över den omgivande terrängen. Bredden vid basen är 2,0 km. Pengelstein ingår i Kitzbüheler Alpen.
Terrängen runt Pengelstein är bergig österut, men västerut är den kuperad. Närmaste större samhälle är Kitzbühel, 7,0 km nordost om Pengelstein. 
I omgivningarna runt Pengelstein växer i huvudsak blandskog. Runt Pengelstein är det ganska tätbefolkat, med 52 invånare per kvadratkilometer.